# Sentenza
La sentenza (dal latino sententia, derivato del verbo sentire, 'ritenere, giudicare'), in diritto, è il provvedimento giurisdizionale con il quale il giudice decide in tutto o in parte la controversia che gli è stata sottoposta, risolvendo le questioni in fatto ed in diritto proposte dalle parti, e affermando la verità processuale o verdetto.

## Descrizione generale
Tratto caratteristico dell'atto è di imporsi non tanto per autorità quanto per persuasione: infatti, la motivazione non ha un mero valore endoprocessuale ma si rivolge all'intera collettività. Rappresenta il momento conclusivo del processo: attraverso essa, il giudice fa conoscere e comprendere la portata della sua decisione sul caso controverso, esponendo le ragioni che hanno formato il suo "libero convincimento"

La retorica giuridica, attraverso l'argomentazione (che giustifica o confuta le opinioni delle parti processuali), consente di comporre una serie di asserzioni volte a dimostrare che il giudice ha applicato la "regola migliore", cioè il meno possibile innovativa (ma tuttavia compatibile con le esigenze sociali del momento) ed il più possibile conforme alla tradizione giuridica.

## Forma e contenuto
Solitamente la sentenza deve contenere, oltre al dispositivo, ossia la parte nella quale è contenuta la decisione del giudice, anche la motivazione, nella quale il giudice espone la ricostruzione dei fatti ed il ragionamento logico-giuridico che giustifica il segno della decisione adottata. In vari ordinamenti l'obbligo di motivazione è previsto a livello costituzionale (è il caso dell'art. 111 della Costituzione italiana), come garanzia dei cittadini nei confronti del potere giudiziario e di buona amministrazione della Giustizia. Peraltro, non mancano ordinamenti che non hanno costituzionalizzato tale obbligo (è il caso degli Stati Uniti e della Germania) o che, addirittura, prevedono eccezioni allo stesso, come avviene in certi ordinamenti (paesi anglosassoni, Francia, ecc.) per il verdetto della giuria.

### Sentenze dichiarative, di condanna e costitutive
La sentenza contiene sempre un accertamento: con essa il giudice elimina l'incertezza sulla realtà giuridica preesistente, dichiarandola come realmente è (se sussiste il diritto vantato dall'attore, se l'accusato ha commesso il reato e così via). All'accertamento, però, si possono aggiungere ulteriori elementi; al riguardo, la dottrina processualcivilistica distingue:
- la sentenza dichiarativa (o di mero accertamento) che si limita ad accertare la realtà giuridica; può essere considerata tale anche la sentenza che respinge la domanda dell'attore;
- la sentenza di condanna che, oltre all'accertamento, contiene il comando, rivolto alla parte soccombente, di tenere un determinato comportamento (dare, fare o non fare: ad esempio, pagare una determinata somma a risarcimento del danno);[2]
- la sentenza costitutiva che, oltre ad accertare la realtà giuridica, crea, modifica o estingue essa stessa un rapporto giuridico (ad esempio, annullando un atto o producendo gli effetti del contratto che doveva essere concluso).

Questa tassonomia, elaborata in riferimento al processo civile, può essere estesa, con gli adattamenti del caso, ad altri tipi di processo. Così, è di condanna la sentenza che, al termine del processo penale, accertato che l'accusato ha commesso un reato, gli impone la conseguente pena, mentre sono costitutive la sentenza del giudice amministrativo che annulla un atto della pubblica amministrazione del quale ha accertato l'illegittimità e la sentenza del giudice costituzionale che annulla una norma di legge (o di atto avente forza di legge) di cui ha accertato l'incostituzionalità.

### Sentenze definitive e interlocutorie
Di solito con la sentenza il giudice pone fine al processo o, per lo meno, alla fase del processo che si svolge innanzi a lui, in quanto decide su tutte le questioni, ossia i punti della controversia, oppure decide su una questione in un senso che impedisce l'ulteriore prosecuzione del processo (ad esempio, riscontrando che non poteva essere esercitata l'azione): si ha, in tutti questi casi, una sentenza definitiva. Può accadere, però, che il giudice si pronunci con sentenza interlocutoria (o non definitiva) solo su alcune questioni, senza che la decisione impedisca l'ulteriore prosecuzione del processo per la trattazione delle questioni rimanenti. In ogni caso, definendo in tutto o in parte la controversia, la sentenza svolge funzione decisoria, in contrapposizione ai provvedimenti giurisdizionali (nell'ordinamento italiano aventi la forma di ordinanza o decreto) che svolgono funzioni meramente preparatorie o complementari (cosiddetta funzione ordinatoria).

## Impugnazione e passaggio in giudicato
Di regola gli ordinamenti consentono alle parti del processo (ed eccezionalmente a terzi) di impugnare la sentenza: l'impugnazione apre una nuova fase del processo o, come si suole dire, un nuovo grado di giudizio, che si svolge innanzi al giudice posto nel grado superiore della gerarchia del relativo ordinamento.
Solitamente i giudizi di impugnazione si suddividono in ordinari e straordinari: i primi costituiscono la prosecuzione naturale del processo e sono proponibili entro un termine perentorio, mentre i secondi sono esperibili anche qualora siano decorsi i termini per le impugnazioni ordinarie, solo ove ricorrano particolari ed eccezionali circostanze che richiedano la necessità di rimuovere la sentenza ed i suoi effetti (ad es. corruzione del giudice accertata irrevocabilmente in apposito processo penale, occultamento volontario di prove da parte di uno dei litiganti o di simulazione della lite fra le parti per cagionare un danno a terzi). 
La mancata impugnazione entro tale termine o l'esaurimento dei gradi di giudizio disponibili determina il passaggio in giudicato della sentenza, impedendo la possibilità di riaprire il processo (cosiddetta cosa giudicata formale) e rendendo irretrattabile la ricostruzione dei fatti e delle norme applicabili in altre sedi (cosiddetta cosa giudicata sostanziale): infatti la sentenza fa stato fra le parti ed i loro aventi causa (compresi gli eredi), obbligandoli a conformare il loro comportamento a quanto in essa stabilito.

## Giurisprudenza e fonti del diritto
L'insieme delle pronunce degli organi giurisdizionali prende il nome di giurisprudenza. Si discute in dottrina se possa considerarsi una fonte del diritto: la risposta è senz'altro affermativa per gli ordinamenti di common law dove vige il principio dello stare decisis, in forza del quale il giudice è obbligato a conformarsi alla decisione già adottata in una precedente sentenza, qualora la fattispecie portata al suo esame sia identica a quella già trattata nel caso deciso.
Si tende invece a escludere che la giurisprudenza possa considerarsi fonte del diritto negli ordinamenti di civil law, sebbene anche in questi i precedenti possano avere una più o meno incisiva forza persuasiva; ciò è particolarmente vero per le pronunce delle corti supreme che, di fatto, finiscono per avere nell'ordinamento giuridico un'incidenza non dissimile da quella di una fonte del diritto.
Si possono, in ogni caso, considerare fonti del diritto le sentenze del giudice costituzionale che annullano norme di legge (o di atti aventi forza di legge) ritenute incostituzionali, sebbene con le caratterizzazioni tipiche di ogni singolo ordinamento, per cui, ad esempio, in Italia la Corte costituzionale non solo può espungere la norma di legge dall'ordinamento, vincolando ciascuno a non doverne più tenere conto, ma si è essa stessa riconosciuta la capacità di adattare e manipolare i precetti di legge a quelli recati dalla Costituzione (cosiddette "sentenze additive").
Tali sentenze si collocano nella gerarchia delle fonti allo stesso livello delle norme che annullano.

## Nel mondo
La disciplina della sentenza dipende dalle caratteristiche del singolo ordinamento giuridico. Negli ordinamenti di common law essa viene denominata "verdict" (cioè "verdetto") e si distingue perché pronunciata da una giuria istruita dal giudice a pronunciarsi sulle questioni di fatto oggetto di causa, e senza necessità di motivazione. Si differenzia inoltre dall'atto detto lodo, concettualmente simile ad una sentenza ma pronunciato da un arbitro, poiché quest'ultimo non è un provvedimento giurisdizionale.
In Francia e altri paesi francofoni la sentenza di un organo che prende il nome di "corte" (corte di cassazione, d'appello ecc.) o di un giudice supremo (come il Consiglio di Stato francese) è detta arresto (arrêt); il termine è a volte utilizzato anche in scritti giuridici italiani per designare informalmente le sentenze della Suprema Corte di Cassazione o del Consiglio di Stato.

### Italia
Nell'ordinamento italiano manca una disciplina unitaria della sentenza, se si eccettuano due disposizioni della Costituzione:
- dell'art. 111, 6° comma, secondo il quale; "Tutti i provvedimenti giurisdizionali devono essere motivati";
- quella del 7° comma dello stesso articolo, secondo il quale: "Contro le sentenze e contro i provvedimenti sulla libertà personale, pronunciati dagli organi giurisdizionali ordinari o speciali, è sempre ammesso ricorso in Cassazione per violazione di legge";

La disciplina della sentenza va, quindi, rinvenuta negli atti normativi che disciplinano i singoli tipi di processo: il codice di procedura civile (in particolare il Libro I, Titolo VI, Capo I e il Libro II, Titolo I, Capo III), il codice di procedura penale (in particolare la Parte II, Libro VII, Titolo III) e il codice del processo amministrativo (in particolare il Libro I, Titolo IV e il Libro II, Titolo IX).